# Centronia haemantha
Centronia haemantha là một loài thực vật có hoa trong họ Mua. Loài này được (Planch. & Lindl.) Triana mô tả khoa học đầu tiên năm 1871.